# Euro-Studio Landgraf
Die Konzertdirektion Landgraf GmbH & Co. KG ist ein deutsches Tourneetheater mit Sitz in Titisee-Neustadt, das hauptsächlich Schauspiel- und Musicalproduktionen im deutschen Sprachraum präsentiert. Eigenproduktionen des 1945 gegründeten Unternehmens werden seit 1964 unter dem Label Tournee-Theater Euro-Studio Landgraf vermarktet.

## Geschichte
Das Unternehmen wurde 1945 von dem Journalisten Ernst Landgraf (* um 1915; † 1974) in Neustadt im Schwarzwald gegründet. Die erste Produktion war ein Liederabend mit dem Opernsänger Heinrich Schlusnus. Bald darauf vertrat Landgraf das schwäbische Komikerduo Willy Reichert und Oscar Heiler, die Pianistin Elly Ney und die Wiener Sängerknaben.
1957 wurde das Programm der Konzertdirektion um Ballettproduktionen erweitert, in den 1960er Jahren kamen Schauspielproduktionen hinzu. Die erste Produktion, Henrik Ibsens „Gespenster“ von 1960, war mit Schauspielern des Wiener Burgtheaters besetzt. Es folgten zahlreiche Bühnenproduktionen mit aus Film und Fernsehen bekannten Schauspielern wie Attila Hörbiger, Ewald Balser, Käthe Gold, Joachim Fuchsberger, Inge Meysel, Will Quadflieg, Charles Regnier, Sonja Ziemann, Walter Giller, Nadja Tiller, Peter Striebeck, Doris Kunstmann und Peter Bause. Manche dieser Schauspieler waren im Bereich des Tourneetheaters jahrzehntelang exklusiv für die Konzertdirektion Landgraf tätig und konnten sich so über Jahre hinweg jeweils eine Art eigenes Ensemble aufbauen, das mit ihnen reiste.
1974 übernahm Joachim Landgraf (* 1945), der Sohn des Gründers, die Leitung des Unternehmens. 1975 wurden erste Musiktheaterproduktionen auf Tournee geschickt.

## Auszeichnungen
Das Euro-Studio Landgraf konnte bis 2011 dreizehn 1. Preise der Interessengemeinschaft der Städte mit Theatergastspielen (INTHEGA) gewinnen, außerdem wurde das Unternehmen mit jeweils drei INTHEGA-Preisen in den Sparten Musiktheater und Crossover ausgezeichnet. Im Jahr 2021 erhielt das Ehepaar Landgraf den Sonderpreis des INTHEGA-Vorstands für ihr Lebenswerk und ihr Engagement für das Gastspieltheater.